# Drosophila huichole
Drosophila huichole är en tvåvingeart som beskrevs av Etges och Heed 2001. Drosophila huichole ingår i släktet Drosophila och familjen daggflugor.
Artens utbredningsområde är Mexiko.